# Ligne rouge du métro de Washington
La Red Line (RD) est l'une des six lignes du métro de Washington.

## Plan de la ligne

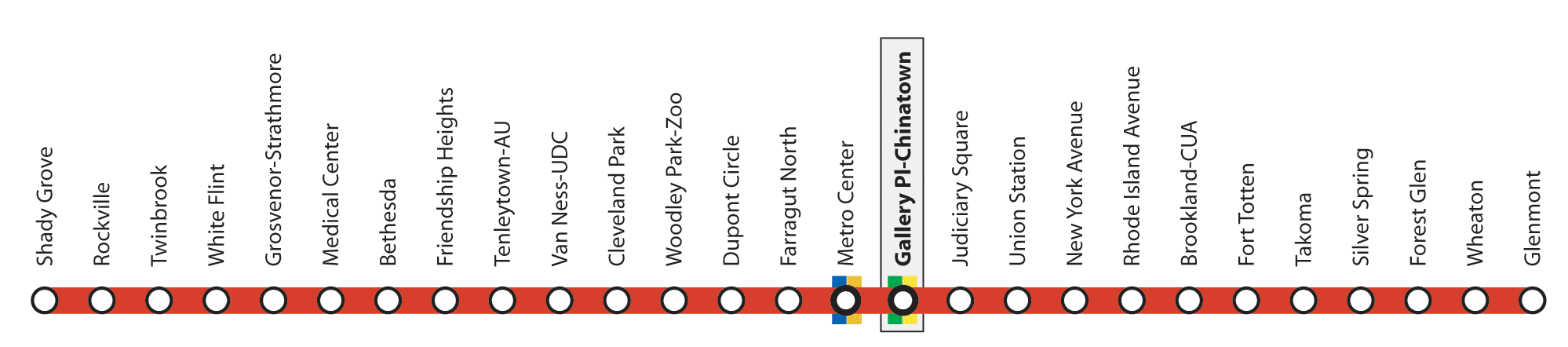
Plan de la Red Line du métro de Washington.

## Historique

### Chronologie
- 27 mars 1976, ouverture de Farragut North à Rhode Island Avenue 6,8 km[1],

## Infrastructure

### Stations
La ligne dispose de 27 stations :
|  |   |  | Station                 | Type        | Situation     | Correspondances                                |
|  | - |  | ----------------------- | ----------- | ------------- | ---------------------------------------------- |
|  | ■ |  | Shady Grove             | Surface     | Maryland      |                                                |
|  | ■ |  | Rockville               | Surface     | Maryland      | Trains via la gare de Rockville                |
|  | o |  | Twinbrook               | Surface     | Maryland      |                                                |
|  | o |  | North Bethesda          | Surface     | Maryland      |                                                |
|  | o |  | Grosvenor–Strathmore    | Surface     | Maryland      |                                                |
|  | o |  | Medical Center          | Souterraine | Maryland      |                                                |
|  | o |  | Bethesda                | Souterraine | Maryland      |                                                |
|  | o |  | Friendship Heights      | Souterraine | Washington DC |                                                |
|  | o |  | Tenleytown–AU           | Souterraine | Washington DC |                                                |
|  | o |  | Van Ness–UDC            | Souterraine | Washington DC |                                                |
|  | o |  | Cleveland Park          | Souterraine | Washington DC |                                                |
|  | o |  | Woodley Park            | Souterraine | Washington DC |                                                |
|  | o |  | Dupont Circle           | Souterraine | Washington DC |                                                |
|  | o |  | Farragut North          | Souterraine | Washington DC |                                                |
|  | ■ |  | Metro Center            | Souterraine | Washington DC |                                                |
|  | ■ |  | Gallery Place-Chinatown | Souterraine | Washington DC |                                                |
|  | o |  | Judiciary Square        | Souterraine | Washington DC |                                                |
|  | ■ |  | Union Station           | Souterraine | Washington DC | Trains via la gare de Washington Union Station |
|  | o |  | NoMa–Gallaudet U        | Surface     | Washington DC |                                                |
|  | o |  | Rhode Island Avenue     | Aérienne    | Washington DC |                                                |
|  | o |  | Brookland–CUA           | Surface     | Washington DC |                                                |
|  | ■ |  | Fort Totten             | Surface     | Washington DC |                                                |
|  | o |  | Takoma                  | Surface     | Washington DC |                                                |
|  | o |  | Silver Spring           | Aérienne    | Maryland      |                                                |
|  | o |  | Forest Glen             | Souterraine | Maryland      |                                                |
|  | o |  | Wheaton station         | Souterraine | Maryland      |                                                |
|  | ■ |  | Glenmont                | Souterraine | Maryland      |                                                |